# Xã Dudley, Quận Hardin, Ohio
Xã Dudley (tiếng Anh: Dudley Township) là một xã thuộc quận Hardin, tiểu bang Ohio, Hoa Kỳ. Năm 2010, dân số của xã này là 1.438 người.